# 小行星1788
小行星1788（1788 Kiess）是一颗围绕太阳公转的小行星。1952年7月25日，印第安纳大学在摩根县发现了此天体。
該小行星以美國天文學家卡爾·克拉倫斯·凱斯命名。
这颗小行星的绝对星等为142.31904等。